# アクターズスクール
アクターズスクール（英: Actors School）は、芸能人を目指す幼児から青少年の者に、ボーカル・ダンス・演技などの指導をする養成所の総称である。芸能スクールともいう。

## 概説
1990年代中盤、安室奈美恵やMAXにより注目され、SPEED、知念里奈などの登場で「沖縄アクターズスクール」がマスコミに取り上げられ、注目されるようになった。芸能界を目指す子どもたちの学ぶ場として大きな役割を果たしている。
男女比としては女性が圧倒的に多く、8〜9割を占めることも珍しくない。
ビジネス的に成功しているスクールは少なく、大手芸能事務所との提携などを行うことにより、新たな生徒を引きつける起爆剤にしようと模索している。

## 全国のアクターズスクール一覧

### 全国展開校
- アクターズスタジオ（1989年4月創業。以下の3グループに分裂）
  - アクターズスタジオ 
組織的には1989年に設立された「北海道ジュニアアクターズスタジオ」を継承する。
運営中のスクール - 北海道本部校、東京本部校、関西校、アクターズキッズ（東京）
閉校したスクール - 仙台校（2008年の分裂時に閉校）、つくば校横浜校（ENダンススタジオ横浜校に吸収）、群馬校（ENダンススタジオZERO太田校（群馬県）に吸収）、広島校
  - アクターズスタジオグループ
北海道本部から独立し金沢校を中心にグループを構成
運営中のスクール - 金沢校、徳島校、長野校、富山校、前橋校
  - アクターズスタジオジャパン
アクターズスタジオの創業者によって2008年に開校。現在はレッスンも行われておらず公式のフリーダイヤルも不通となり、事実上の閉業となっている。
閉校したスクール - 北海道本部校、北海道サテライト校、青森校、桑名校（三重県）
- EXPG
- エイベックス・アーティストアカデミー
- サンミュージックアカデミー

### 北海道・東北
- アオモリアーティストスクール（青森県青森市）
- 弘前アクターズスクール（弘前市）
- アクターズインターナショナル・仙台（宮城県仙台市）

### 関東
- Izmic Be STUDIO（池袋）
- A-Team academy（横浜・渋谷・世田谷）
- 松濤アクターズギムナジウム(杉並・渋谷)
- アクターズクリニック (千代田区)
- Acvie (港区)
- 東京スクールオブミュージック専門学校（江戸川区）
- ドワンゴクリエイティブスクール（千代田区）
- PiCアクターズスクール (新宿)
- ビオン・アクターズスクール (新宿)
- ライジングスターライトスタジオ (渋谷)
- ポーラスター東京アカデミー（港区）
- 湘南・アクターズスクール (神奈川)
- ユニオン・アクターズ・スクール (千葉)

### 中部
- 名古屋アクターズスクール (愛知) - 劇団ひまわりグループ
- アクターズユニオン (愛知)
- ビーム・アクターズスクール (山梨・長野、元沖縄アクターズ系列)
- あづみのアクターズアカデミア（長野）
- ヒーローズアカデミー（静岡 浜松）

### 近畿
- 大阪ダンス&アクターズ専門学校 (大阪)
- アクターズクリニック (大阪)
- KJアクターズスクール (大阪)
- キャレスボーカル&ダンススクール (大阪)
- ミュージカルスクールSTAGE21 (大阪)
- Voice Master (大阪)
- STS B B アクターズスクール (大阪市西区九条)
- リトルキャット（大阪）
- ESSEアカデミー（大阪）
- Galapa（ギャラパ）（大阪）

### 中国・四国
- サンヨウ・アクターズスクール (岡山)
- アクターズスクール広島(ASH) (広島) - TSSプロダクション（テレビ新広島 (TSS)（CX系）100％子会社）が運営。アミューズと提携。
- 広島アクターズアカデミー (広島)
- トーオン・アクターズスクール (高知)
- アーク・アクターズスクール (香川)

### 九州・沖縄
- 福岡アクターズスクール (福岡) - 劇団ひまわりグループ
- HINAMI六秒塾 (熊本)
- ジャパン・アクターズスクール (大分)
- スターライトスクール（長崎）
- アクターズファクトリー鹿児島 (鹿児島)
- 沖縄アクターズスクール (沖縄)
- 沖縄アクターズインターナショナル (沖縄)
- 沖縄タレントアカデミー (沖縄)
- モデル・タレントスクール キャッツアイ (MODEL TALENT SCHOOL CAT'S EYE）（沖縄）

## 主なアクターズスクール出身者
（芸能界を引退した者を含む）
- 沖縄アクターズスクール
  - SUPER MONKEY'S
    - 安室奈美恵
    - MAX

  - SPEED
  - 知念里奈
  - DA PUMP
  - Folder
    - 三浦大知
    - AKINA
    - 満島ひかり

  - 山田優（元y'z factory）
  - misono（元day after tomorrow）
  - 黒木メイサ
- 沖縄タレントアカデミー
  - 仲間由紀恵
- キャレスボーカル&ダンススクール
  - 村川絵梨
  - SCANDAL
  - 西田静香 (Dream)
  - 中島麻未 (Dream)
  - 清水翔太
  - 中土居宏宜 (Lead)
  - 谷内伸也 (Lead)
  - 鍵本輝 (Lead)
  - 松下優也
  - 吉野晃一(元超特急)
  - Dancing Dolls
  - 當山みれい
  - 藤田みりあ (Fairies)
  - 西村愛華 (元NMB48)
  - 村上来渚 (GEM)
  - 吉田朱里 (元NMB48)
  - 長谷川芹奈 (Little Glee Monster)
  - 古賀かれん (Little Glee Monster)
  - 仮谷せいら
  - 大樹綾佳
  - 小林菜々香 (元BRIGHT、Juice=Juice）
  - 本宮麻里絵 (元DANCEROID)
- アクターズスクール広島
  - Perfume
  - 西脇彩華 (元9nine)
  - 中元すず香（BABYMETAL、元さくら学院、元可憐Girl's）
  - 杉本愛莉鈴（元さくら学院）
  - 鞘師里保（元モーニング娘。）
  - 段原瑠々（Juice=Juice）
  - 広本瑠璃（OCHA NORMA）
  - 中元日芽香（元乃木坂46）
  - 藤井菜央（吉本坂46）
  - まなみのりさ
  - 村重杏奈 (元HKT48、元NMB48)
  - 花岡なつみ
  - 反田葉月（元なんきんペッパー、元PALET）
  - 吉武千颯
  - 中元みずき
  - 石野理子（元赤い公園、元アイドルネッサンス）
  - 植木美心（風光ル梟）
  - 植木琳美（風光ル梟）
  - 佐竹未羽（パクスプエラ）
  - 今村美月 (STU48)
  - 峯吉愛梨沙 (STU48)
  - 石田千穂 (STU48)
  - 大谷満理奈 (STU48)
  - 由良朱合（元STU48ドラフト3期研究生）
  - 川又優菜（STU48 2期生）
  - 清水紗良（STU48 2期生）
  - 池田裕楽（STU48 2期生）
  - 山本杏奈（=LOVE）
  - 山本愛梨（元ラストアイドル1期生、Love Cocchi）
  - 米田みいな（元ラストアイドル2期生アンダー）
  - 首藤百慧（元ラストアイドル2期生アンダー）
  - 谷優里（元AKB48）
  - 奥本陽菜（元AKB48）
  - 奥原妃奈子（AKB48）
  - 谷口愛季（櫻坂46）
- リトルキャット 
  - 吉井香奈恵 (9nine)
  - 山本彩 (元NMB48)
- アクターズスタジオ北海道
  - 青柳塁斗
  - 猪子れいあ（元ラストアイドル）
  - 大隅勇太（xox）
  - 大政絢
  - 緒方龍一（w-inds.）
  - 川上ジュリア（元JURIAN BEAT CRISIS）
  - 工藤大輝 (Da-iCE)
  - 小玉梨々華（わーすた）
  - 小林あさひ（Little Glee Monster）
  - 坂口侑也（White Explosion）
  - 佐藤友祐（lol-エルオーエル-)
  - 杉浦加奈
  - SWAY（DOBERMAN INFINITY）
  - CHIHIRO（LOVERSSOUL）
  - 徳田公華
  - 西島隆弘（AAA）
  - 西村笑花
  - 千葉涼平（w-inds.）
  - 畠山智妃（元SDN48）
  - 平間壮一
  - 福本有希（PrizmaX）
  - 三浦拓也（White Explosion）
  - 水沢めい（アフィリア・サーガ・イースト）
  - 三好絵梨香（元美勇伝）
  - 山下彩耶（夢みるアドレセンス）
  - 八木アリサ
  - 吉田凜音
  - 横山奈央（サッポロ Snow♥Loveits）
  - 唯月ふうか
  - 和島あみ
- アクターズスタジオ仙台
  - 八乙女光 (Hey! Say! JUMP)
- アクターズスタジオつくば
  - 三浦春馬
- アクターズスタジオ金沢
  - 阿部夢梨（SUPER☆GiRLS）
  - 髙田真希
  - 田中美奈子
  - 松岡理恵
  - YUICHI
- エイベックス・アーティストアカデミー
  - 浦田直也 (AAA)
  - 花村想太 (Da-iCE)
  - 和田颯 (Da-iCE)
  - 阿部絵里恵(Dream)
  - 山本紗也加（元Dream）
  - 板野友美 (元AKB48)
  - 菅なな子 (元SKE48)
  - 関谷真由 (W・Mayu、元アイドリング!!!)
- Galapa（ギャラパ）
  - 倉田瑠夏 (Booing!!!、元アイドリング!!!)
- ヒーローズアカデミー
  - 深川麻衣（元乃木坂46）
  - 小野田紗栞（つばきファクトリー）
  - 増田奈桜
- モデル・タレントスクール キャッツアイ
  - Chuning Candy